# پایگاه نیروی هوایی میچل
پایگاه نیروی هوایی میچل (به انگلیسی: Mitchel Air Force Base) یک فرودگاه نظامی است که یک باند فرود بتن دارد و طول باند آن ۱۷۳۷ متر است. این فرودگاه در شهر نیویورک کشور ایالات متحده آمریکا قرار دارد و در ارتفاع ۲۶ متری از سطح دریا واقع شده‌است.